# Махмутлар

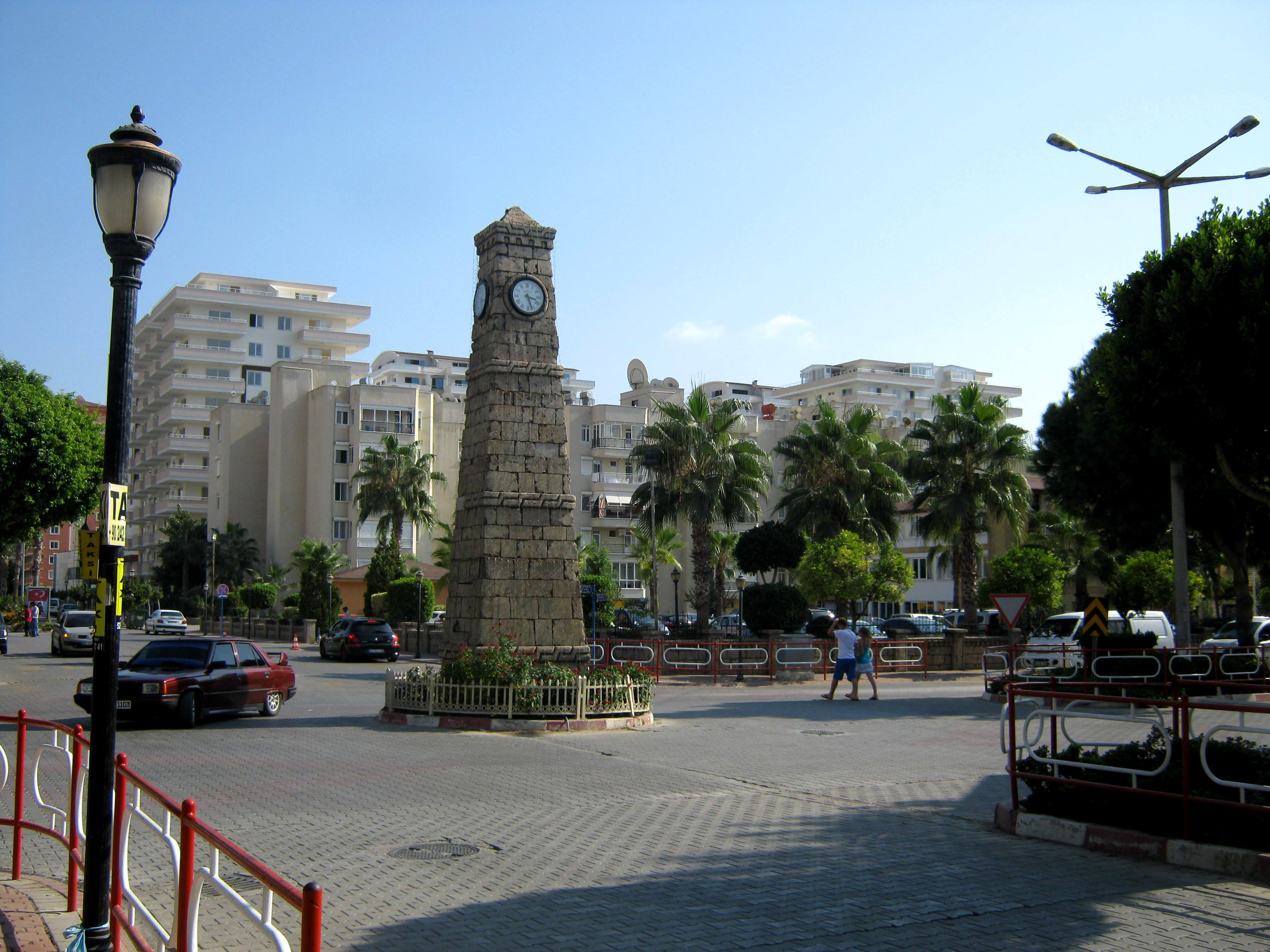
Годинник на бульварі Мендерес

Махмутлар (тур. Mahmutlar) — район міста Аланія в (області) Анталія, Туреччина.
Махмутлар знаходиться в 8 км від центру міста Аланії, в 140 км від міста Анталії.
На півночі він оточений горами Тавр, а на півдні — Середземним морем. Протяжність пляжів Середземного моря близько 5 км. На східному напрямку межує з селищем Каргиджак, а на західному — з селищем Кестель.
Населення 24 262 осіб у зимовий період, до 70 000 людей у літній період (дані 2012 рік).
Махмутлар став муніципалітетом в 1974 році. Це — перший міський муніципалітет Аланії. У травні 2014 року Махмутлар (і ще 13 населених пунктів) був приєднаний до Аланії, і став районом (Mahmutlar Mahallesi) міста.
У 3 кілометрах від центру Махмутлара знаходиться під охороною лісова територія — Mahmutlar Belediyesi Mesire.

## Демографічне зростання населення
- 1985 — 3.435
- 1990 — 4.852
- 1997 — 9.285
- 2000 — 14.463
- 2008 — 18.575
- 2010 — 21.980
- 2011 — 24.227
- 2013 — 28.156
- 2016 — 33.530
- 2019 — 43.670
- 2021 — 52.844

У районі постійно проживають понад 1400 голландських, ірландських і німецьких, а також російських сімей.

## Клімат
Клімат субтропічний середземноморський. Ця унікальна місцевість кліматичними умовами, багато сонячних днів у році, завдяки чому постійно в наявності велика кількість фруктів і овочів. Середня температура в літній період дорівнює +27 градусів Цельсія, у зимовий +12, при цьому середній нічний мінімум +8 градусів (іноді вночі спускається до 0). Сейсмічна активність у регіоні дорівнює нулю (землетруси трапляються в більш віддалених ділянках, у Махмутларі іноді відчутні поштовхи 2-4 бали).

## Інфраструктура
У Махмутларі є 4 початкові школи, 2 середні школи, є подовжені групи після школи, 3 навчальних центри, 2 приватних дитячих садка (турецький і російський). У центрі Махмутлара розташований російський культурний центр. По всьому місту розташовані супермаркети і невеликі магазини, ресторани й дискотеки, салони здоров'я та краси. Двічі на тиждень у місті проходить базар: по вівторках (Salı Pazarı) і суботах (Cumartesi Pazarı).
У Махмутларі є 3 основні вулиці: це вулиця Ататюрка, вулиця Барбаросс і центральна прибережна вулиця — шосе Анталія—Мерсін. Через кожні 15 хвилин по цих вулицях проїжджає громадський транспорт. Також є безліч вулиць, що вертикально перетинаються з цими основними вулицями. Серед усіх вулиць найжвавішою вважається вулиця Барбаросс, оскільки на ній розташовані різні офіси, банки, муніципалітет, ресторани, магазини, елітні будинки.
Район розташований уздовж моря, вздовж моря прокладена і траса, ця проїжджа частина називається першою лінією (шосе Анталія—Мерсін). Друга вулиця, що йде уздовж моря, знаходиться приблизно в 100 метрах від першої лінії, що розташована паралельно їй, асфальтована, — вулиця Барбаросс, називається Другою лінією. Третя лінія - проспект Ататюрка - розташована приблизно в 50-300 метрах від Другої лінії в різних місцях селища.

## Економіка
Махмутлар живе туризмом і сільським господарством. Одна з провідних галузей економіки регіону — нерухомість. Махмутлар посідає лідируюче становище з продажу нерухомості іноземцям. За швидкістю розвитку економіки і торгівлі Махмутлар у регіоні Аланії займає перше місце.

## Античний період

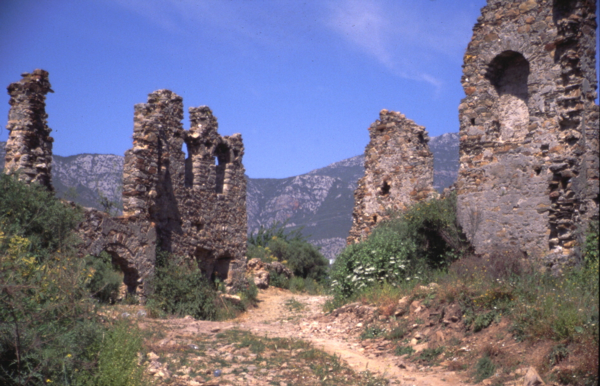
Руїни античного міста Наула

Махмутлар славиться руїнами античних міст Сієдра, Наула [Архівовано 26 грудня 2019 у Wayback Machine.], Лаертес.
У давні часи прибережне селище Махмутлар було портовою частиною міста Лаертес, згідно з переказами, було засноване Клавдієм. Основним будівельним матеріалом слугував вапняк і частково мармур. Метрополія міста знаходиться на півдні, а акрополь — на південно-сході. У Лаертесі було виявлено напис, виконаний у 7 столітті до н. е.  фінікійською мовою. Зараз він зберігається в музеї Аланії. Серед руїн міста, які збереглися до наших днів — спостережні вежі, що відносяться до римського періоду, сидіння на агорі, що використовувалися для зустрічей і бесід городян, вулиця імператорів, одеон і театр, храми, побудовані на честь Зевса, Аполлона, а також Цезаря, купальні, некрополь. Місто пережило розквіт у період з 1 по 3 століття н. е. У музеї Аланії нині зберігаються деякі предмети, які виявлені археологами в місті і які проливають світло на його історію. Так, в одному зі збережених документів 138 р. н. е., у якому згадується ім'я губернатора Памфілії, йдеться про якогось воїна сирійського походження, якому за 25 років героїчної служби було дано римське громадянство і надано право одружитися із жінкою з Памфілії.
Інше місто — Наула, існувало і за часів Візантії. З цієї епохи тут збереглися театр, храм, вулиця з колонами, дві вежі обсерваторії, два фонтани і яма, що використовувалася для утримання диких тварин. Місцева влада планує розпочати реставраційні роботи, щоб відкрити місто для туристів.
Місто Сіедра розташоване неподалік від Махмутлара в горах, звідки відкривається приголомшлива панорама на околиці Аланії. У давнину це було велике місто, що постачало воду в усі навколишні поселення. Тут збереглася антична система штучних водосховищ, якою досі користуються місцеві жителі для зрошення полів.
Внаслідок археологічних розкопок, проведених науковими працівниками музею Аланії, з'ясувалося, що історія міста починається приблизно в 7 столітті до н. е. Сіедра існувала до 13 століття. У місто ведуть, збережені до наших днів, ворота. Оточують місто фортечні стіни. З давніх часів залишилися і підземні сховища прісної води, стіни яких вкриті штукатуркою. Штучна ніша, видовбана в скелі в одній з печер, покрита фресками. Це свідчить про те, що печера використовувалась з релігійною метою. На східній околиці міста стоять красиві руїни старовинних лазень. На підлозі цих лазень місцями збереглася мозаїка. На південному сході міста була вулиця з колонами шириною 20 м і довжиною 250 м. Відомо, що північна частина цієї вулиці була спеціально покрита дерев'яною покрівлею (її тримали колони) для створення тіні, а південна частина вулиці була вимощена каменем. Дійшли до наших днів написи, присвячені різним спортивним заходам, що відбувалися в місті. Це свідчить про те, що місто було важливим спортивним центром у регіоні. Серед інших залишків міста можна виділити храм, амфітеатр, акрополь, некрополь, агору і житлові приміщення. Зараз у музеї Аланії зберігається напис, який було виконано на основі подячного листа римського імператора Септимія Севера на адреса містян у 194 р. н. е. У ньому імператор дякує городянам за героїчну боротьбу проти розбійників і безбожників.

## Галерея

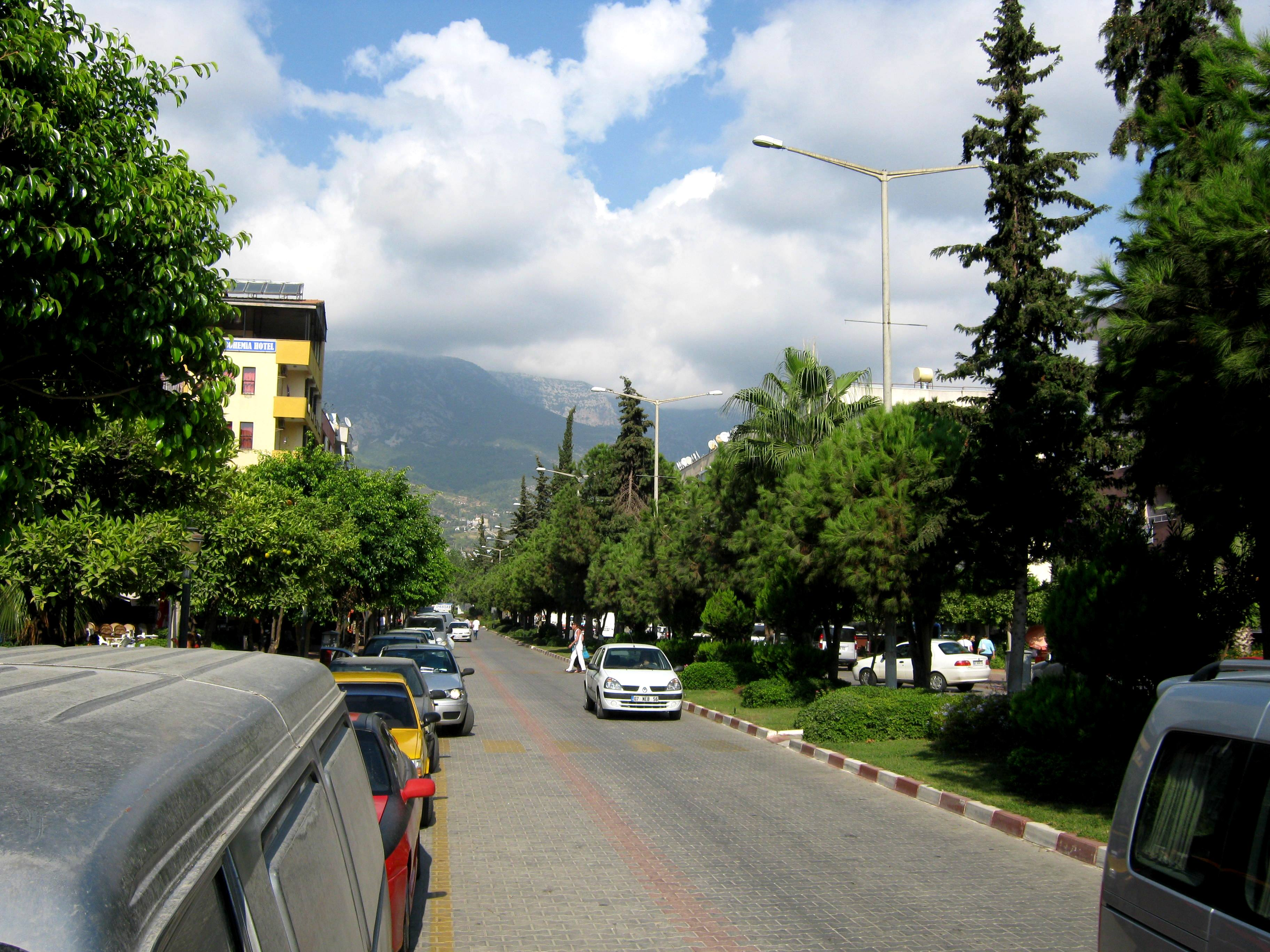
Бульвар Мендерес
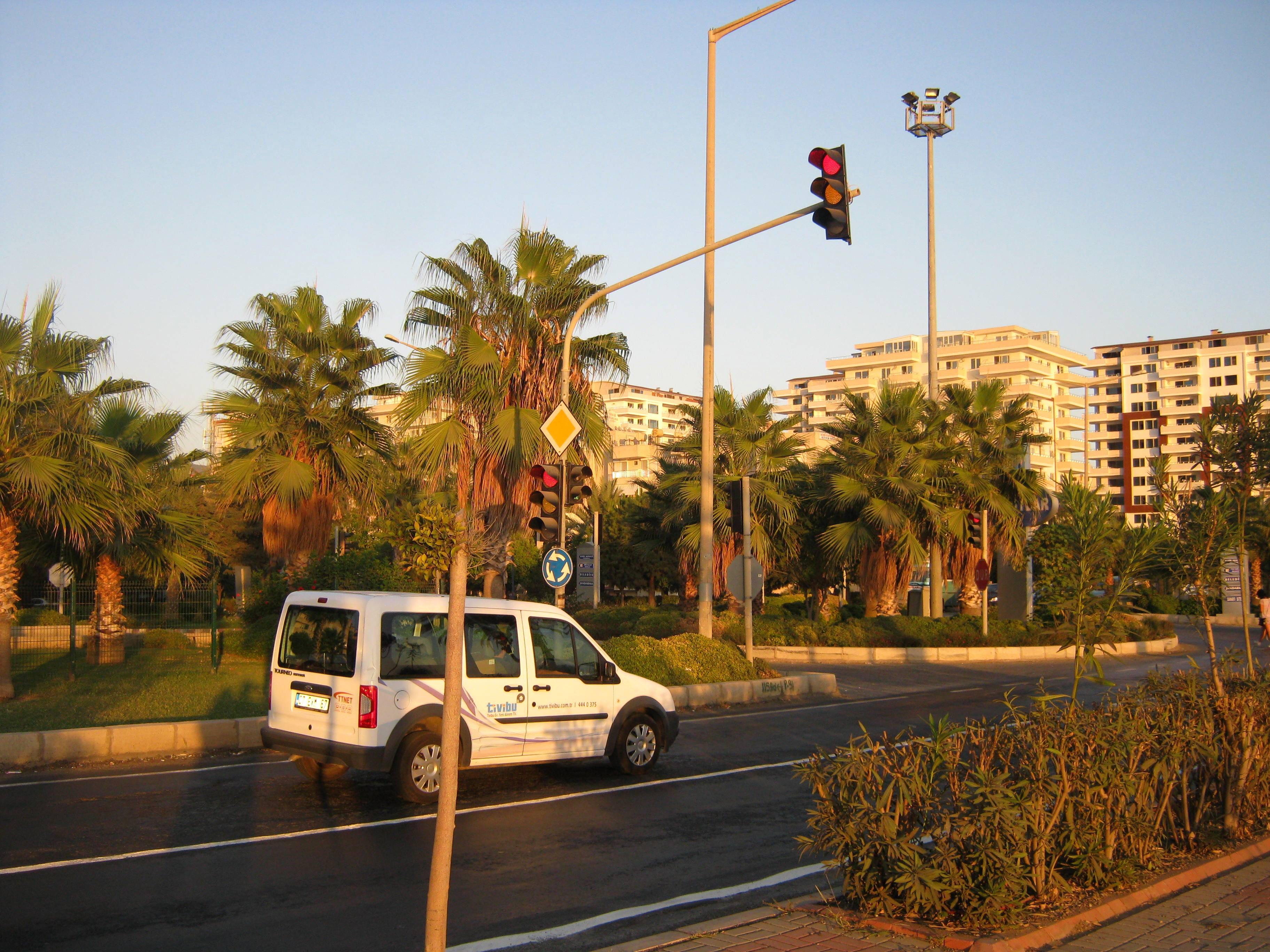
На початку бульвару Мендерес
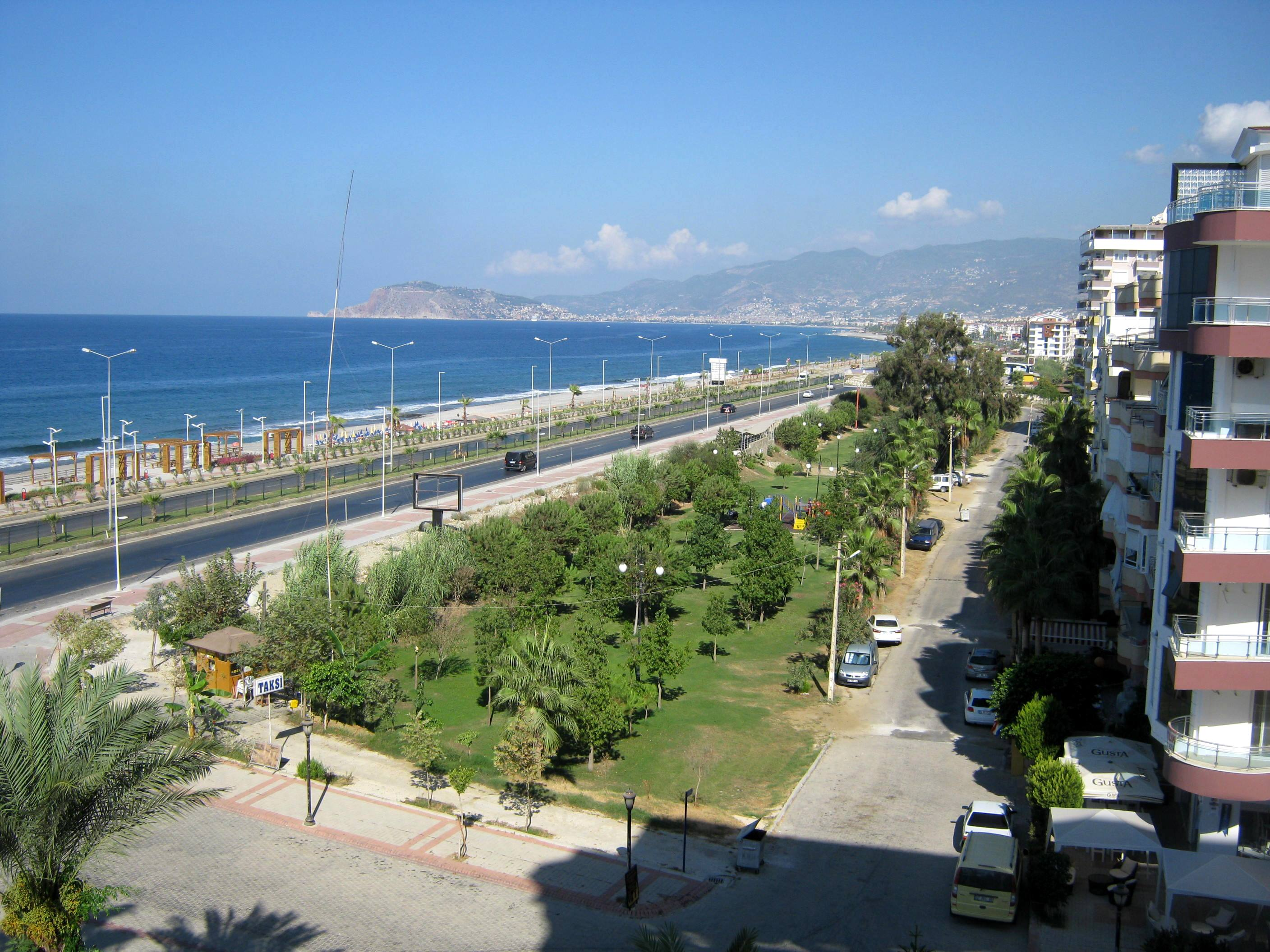
Вид набережній у бік Аланії
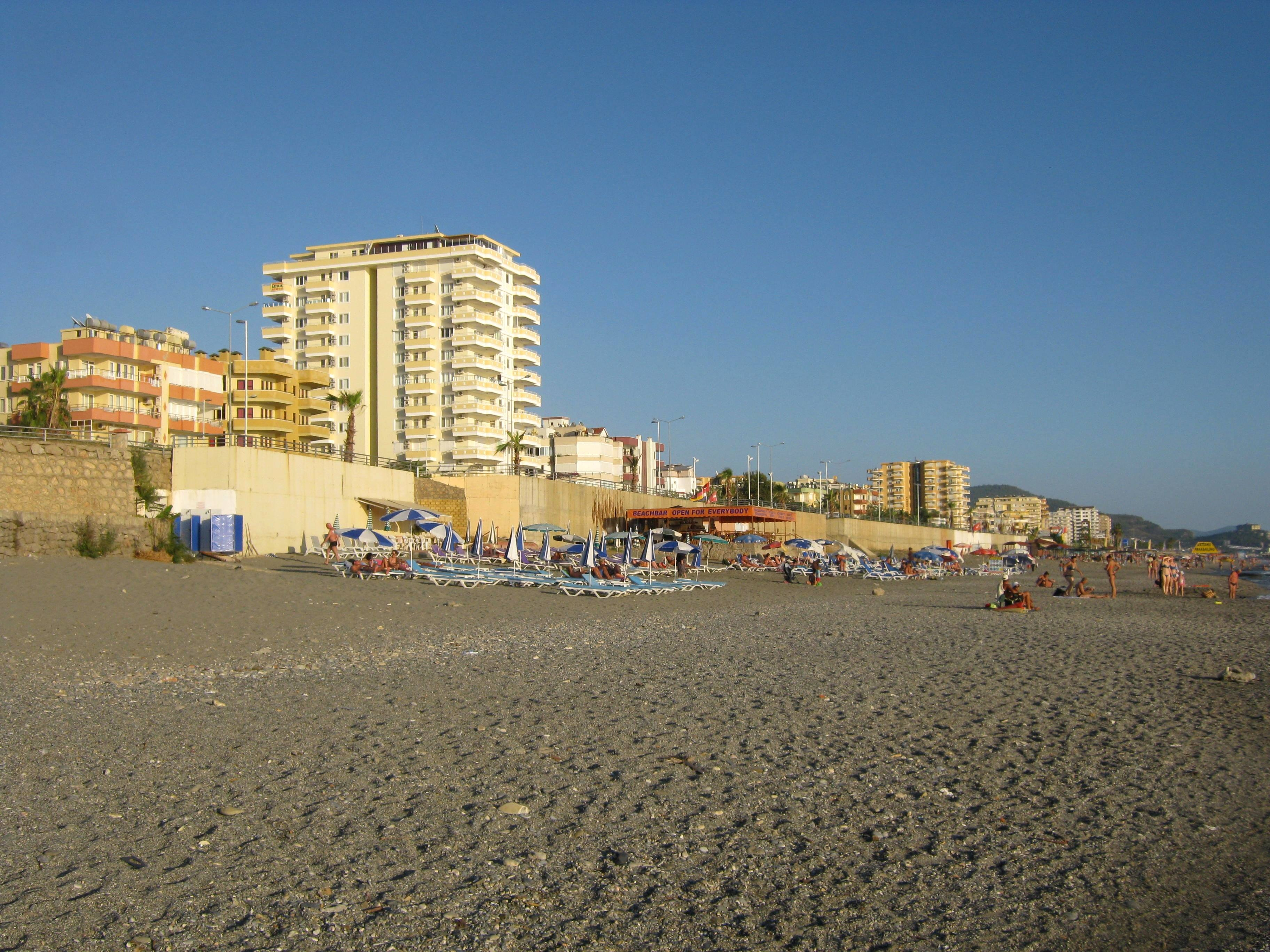
Вид з пляжу
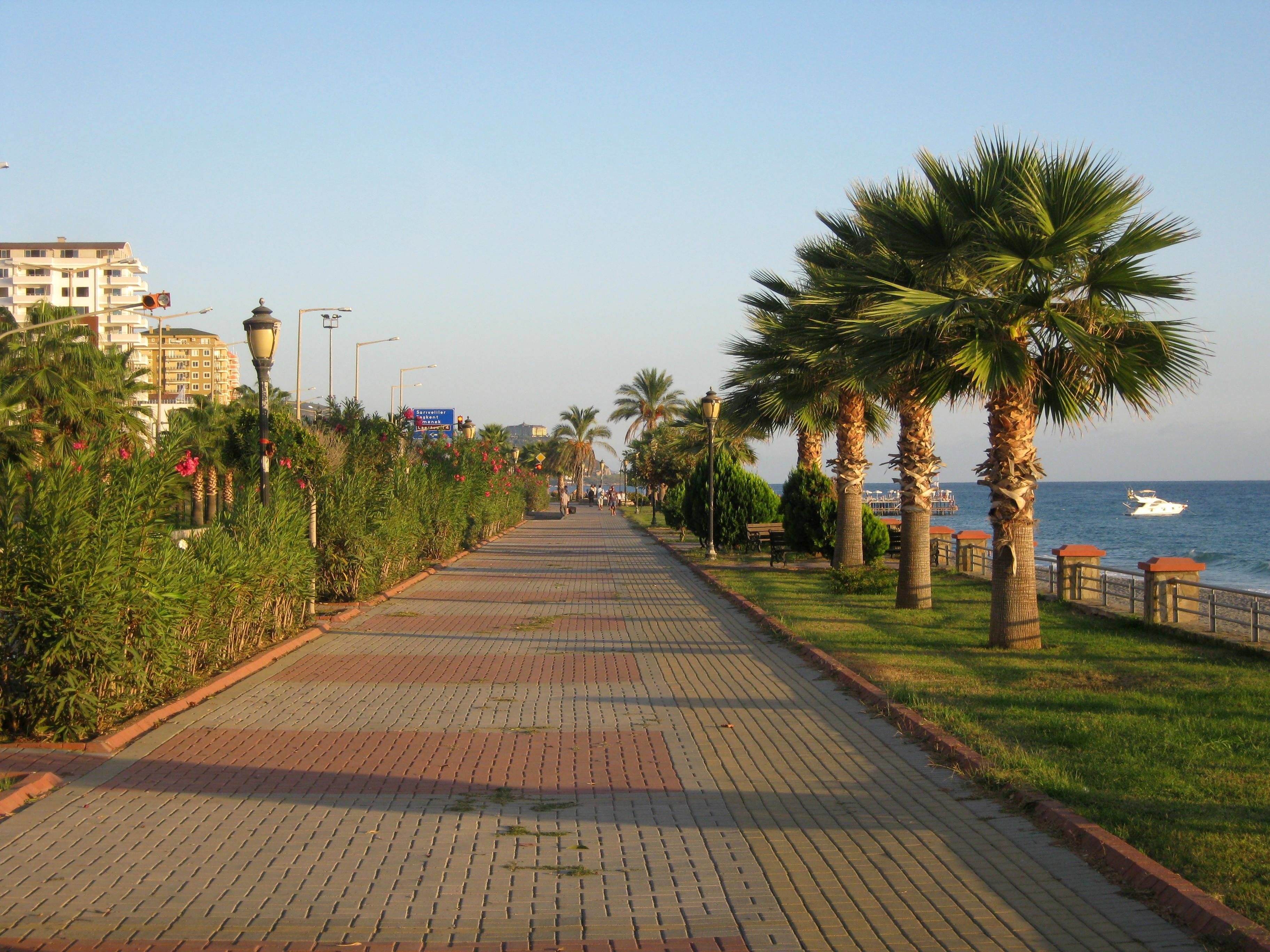
Набережна
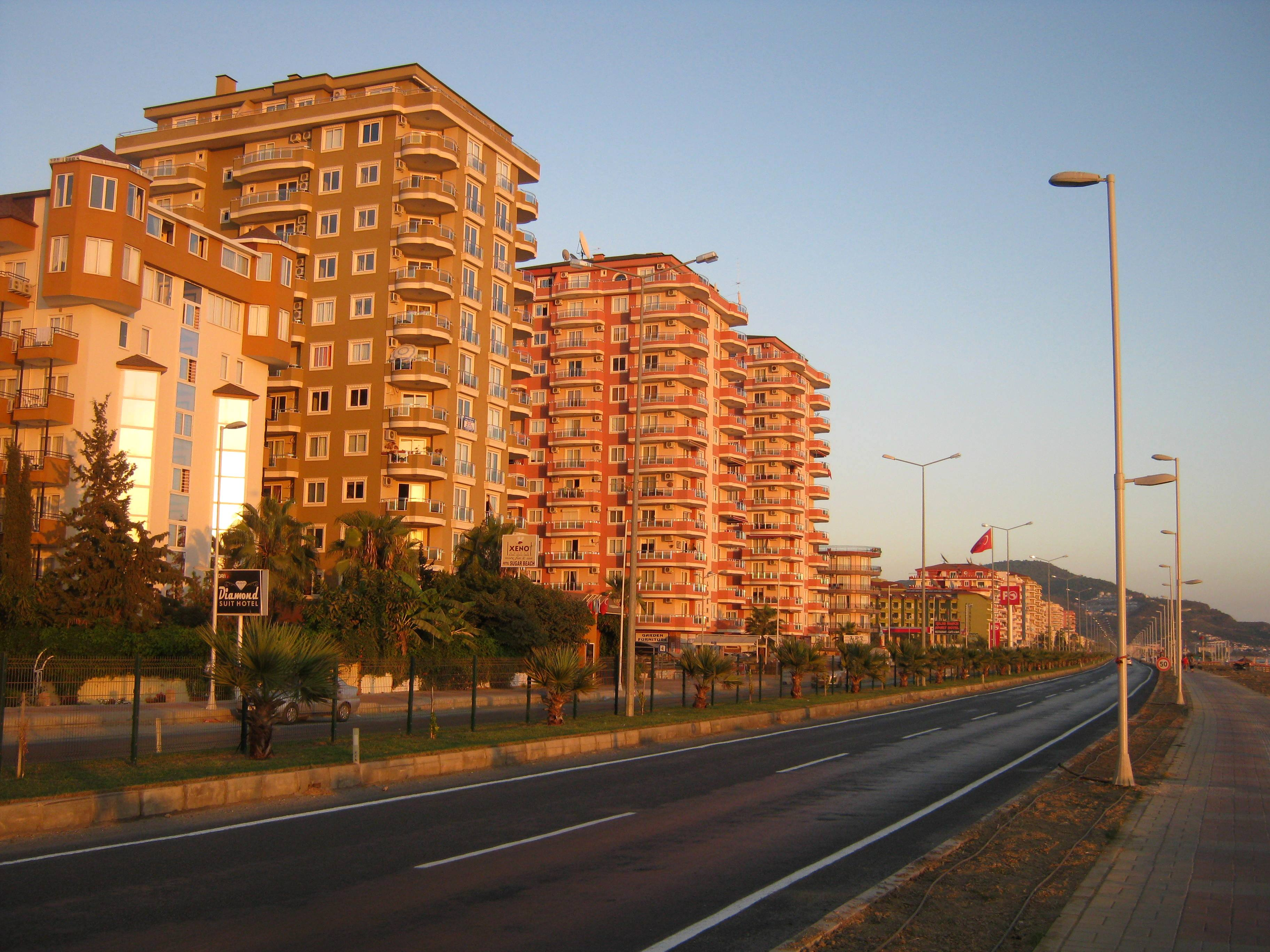
Новобудови Махмутлара
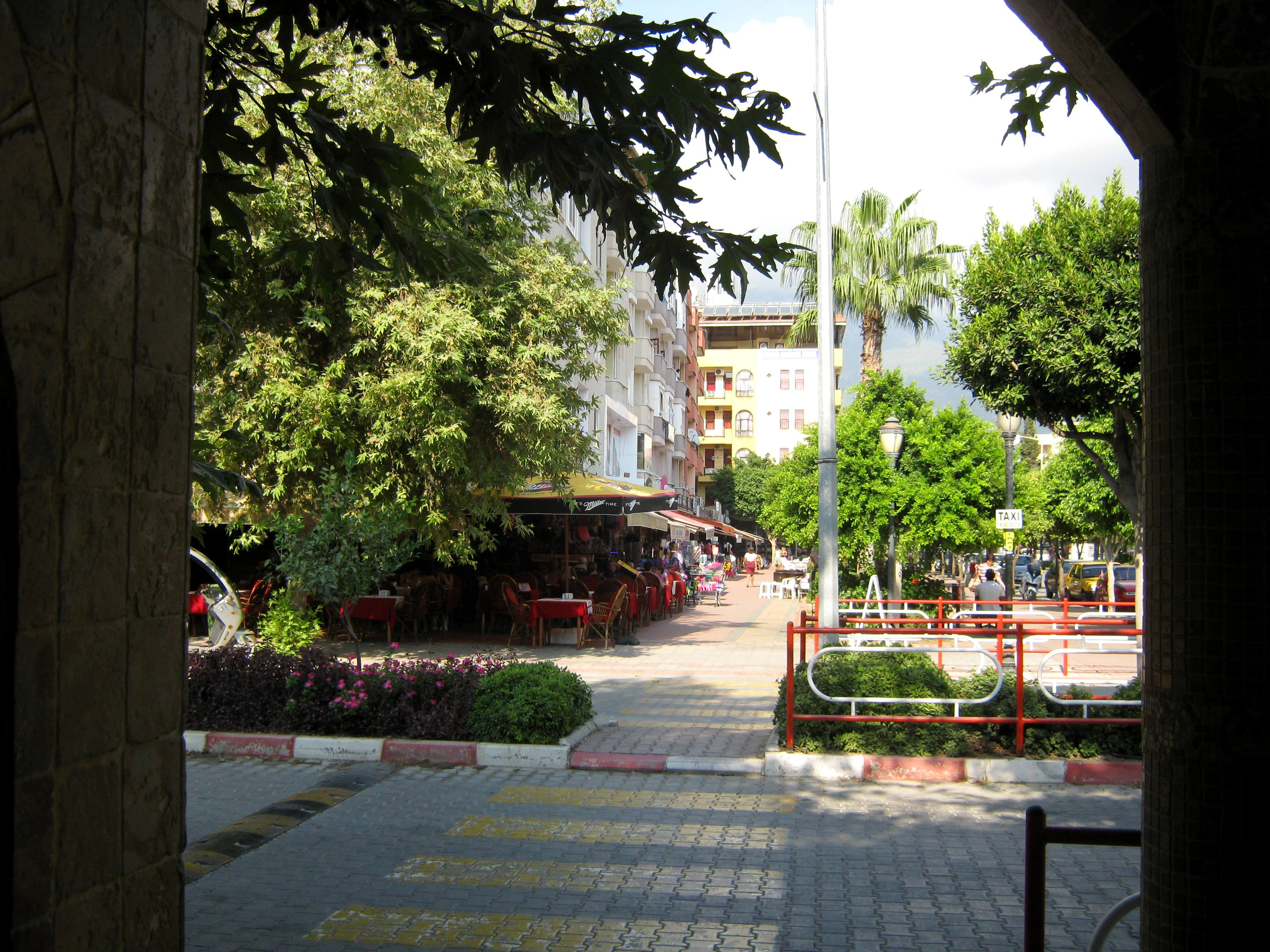
Ресторанний ряд на Мендерес
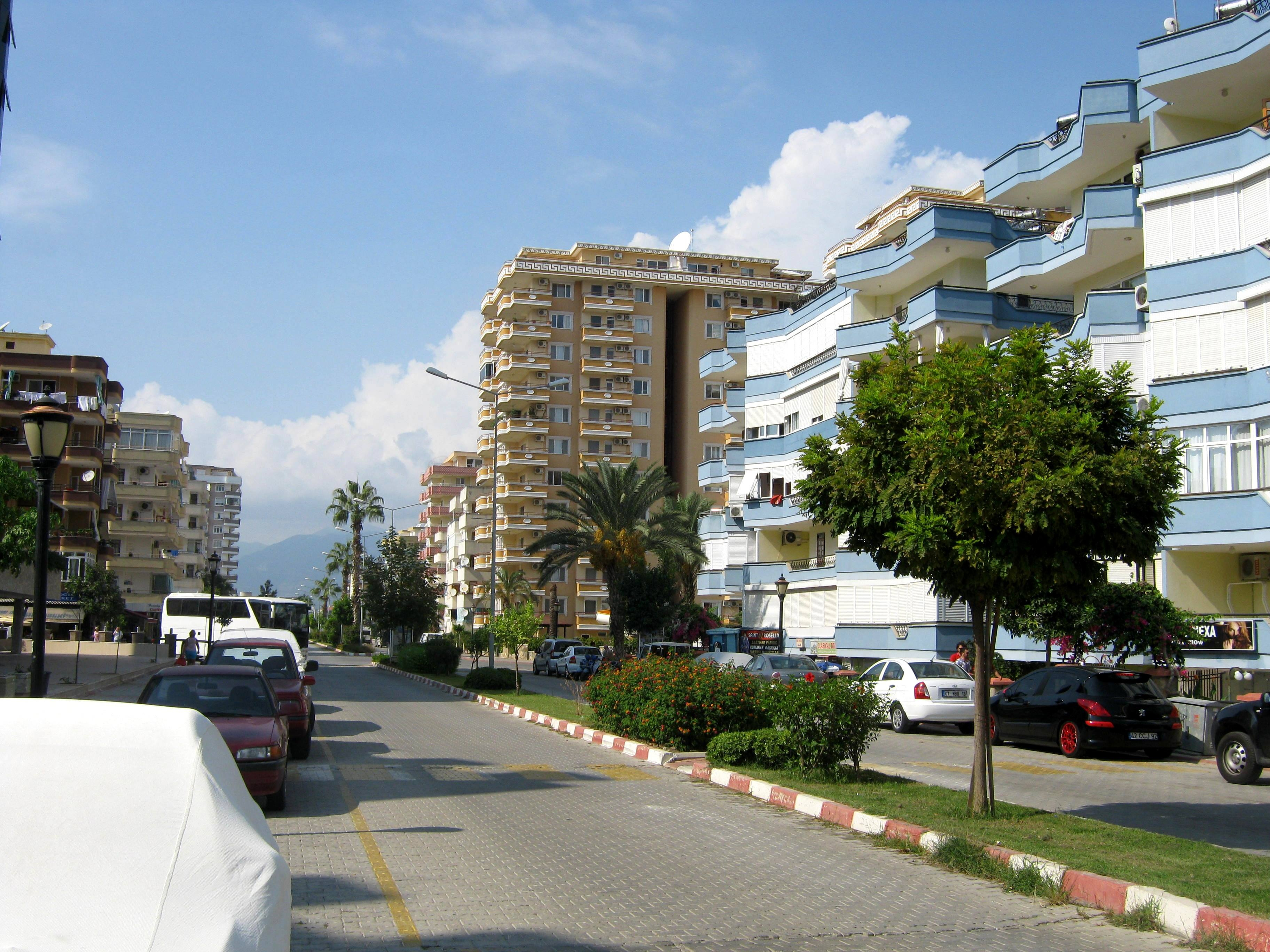
Вулиця Барбаросс
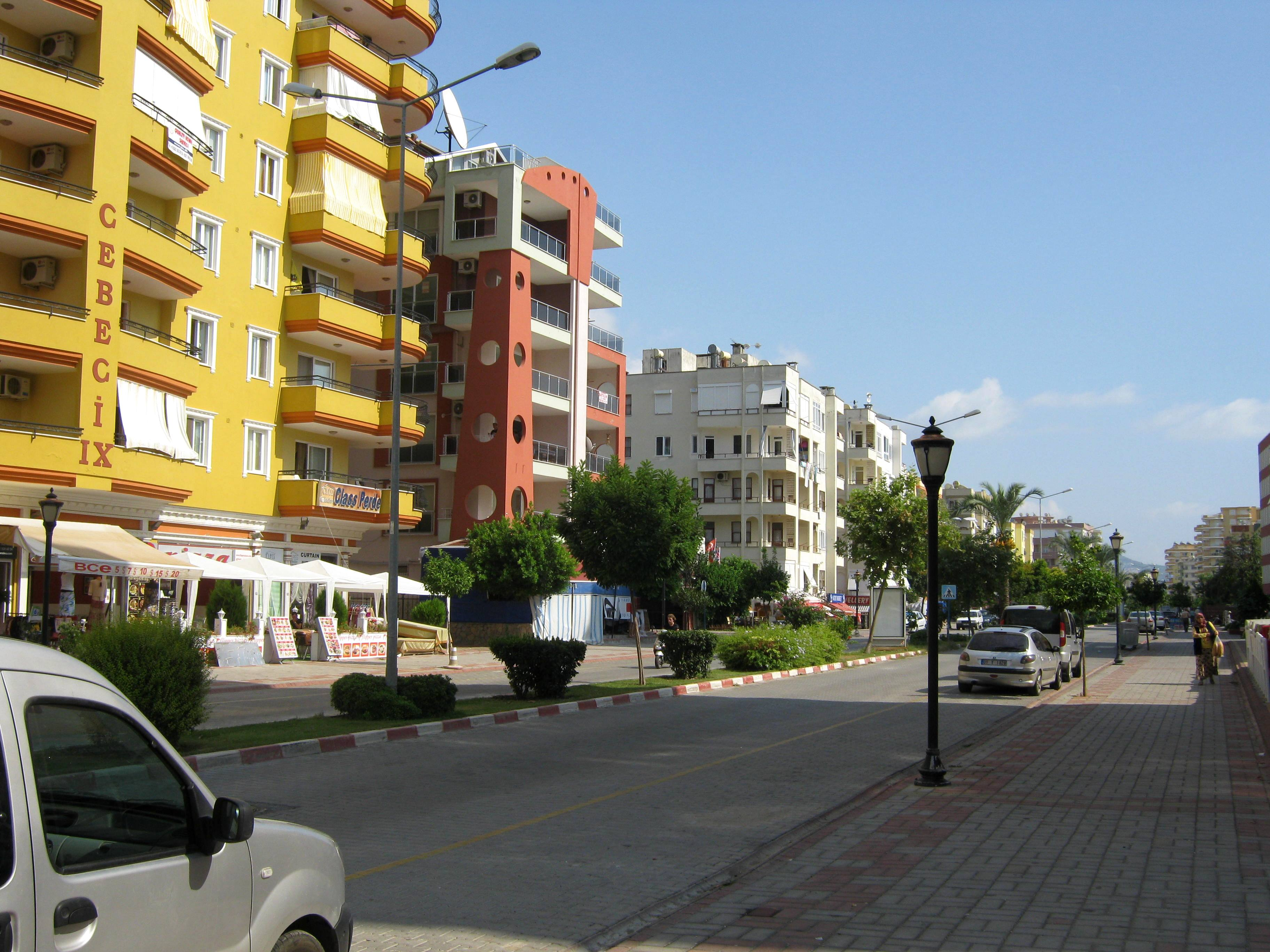
Вулиця Барбаросс
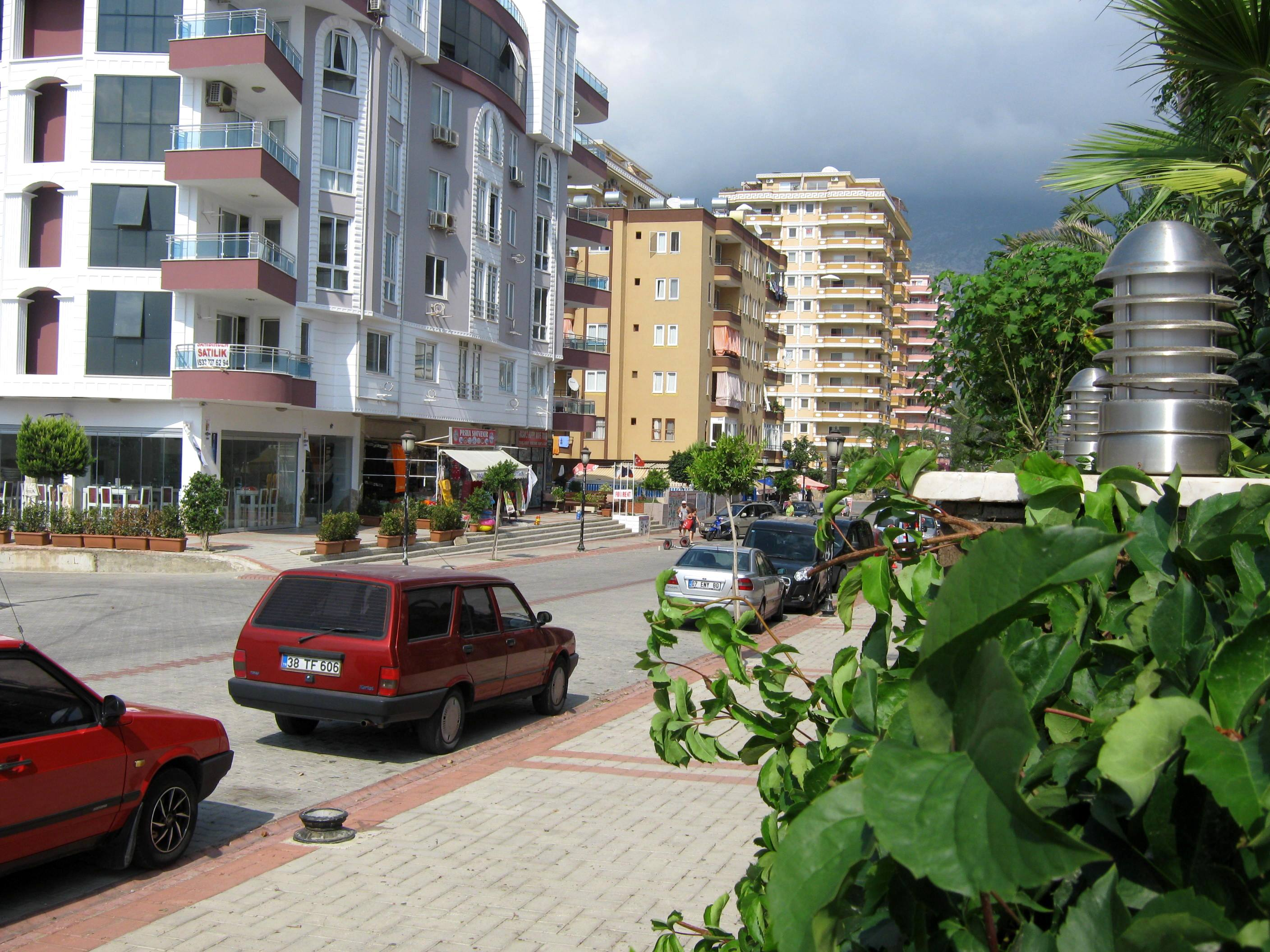
Вулиця Барбаросс
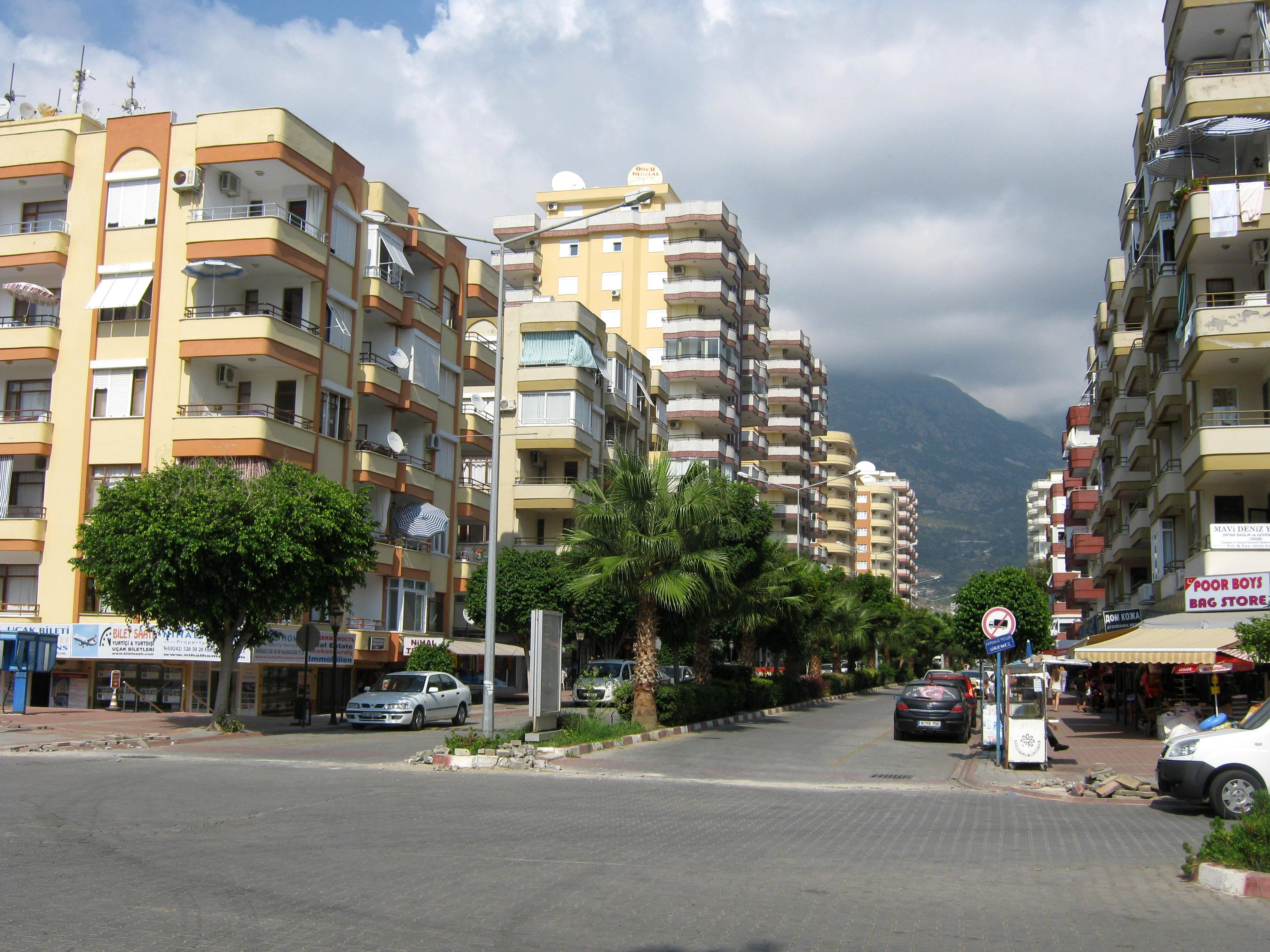
Вулиця Ватан
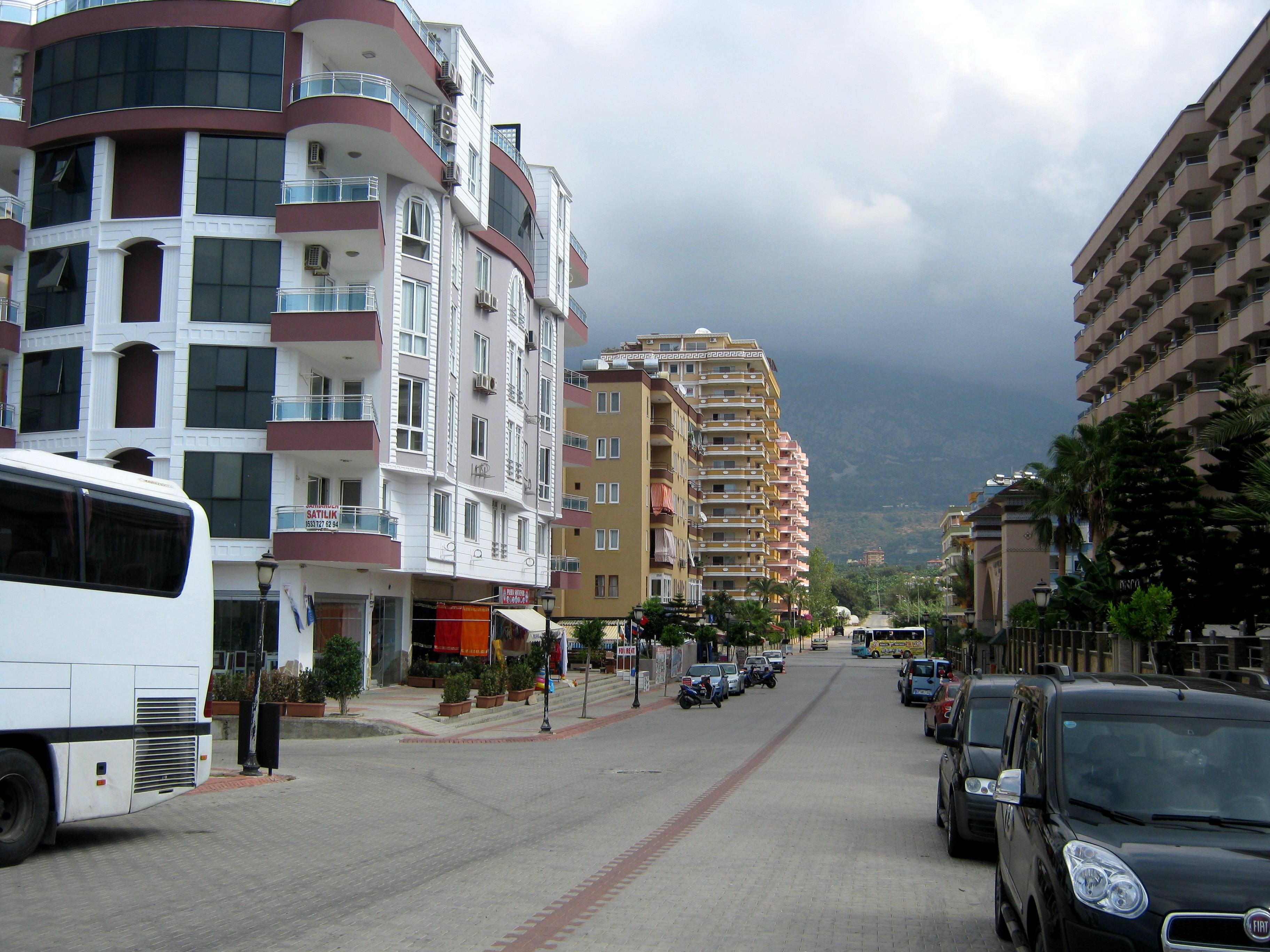
Вулиця Янгили